# 上海乐谷
上海乐谷，全称上海乐谷信息技术有限公司，原名新浪乐谷，于2003年创立。

## 历史
2003年1月8日，新浪和NCsoft对外宣布成立合资公司新浪乐谷，在中国大陆正式推出《天堂》。
2004年2月，新浪乐谷爆发人事地震，包括副总裁杨震、负责市场宣传的孙澈以及销售总监王亮在内的多名中高层高管离职。
2006年3月24日，NCsoft宣布收购新浪所持有的新浪乐谷51%的股份，新浪因此获得200万美金的收益，新浪乐谷更名为上海乐谷。

## 运营游戏
- 《天堂》
- 《天堂Ⅱ》